# Coupe de France de futsal 2019-2020
Navigation
2018-2019 2021-2022
La Coupe de France de futsal 2019-2020 est la vingt-sixième édition de la compétition. Elle est annulée en raison de la pandémie de Covid-19 alors que les huitièmes de finale prévus le 21 mars n'avaient pu se dérouler.

## Organisation
607 clubs participent à la Coupe nationale 2019-2020. Les clubs de D2 entrent en lice pour les finales régionales (organisés par chaque ligue régionale). Ceux de D1 entrent au tour suivant, en 32e de finale, à l'exception notable de l'ACCS Futsal exclu de cette 26e édition[pourquoi ?].
| Tour                | Date                     | Participants        | Qualifiés           | Remarque                          |
| Phase qualificative | Phase qualificative      | Phase qualificative | Phase qualificative | Phase qualificative               |
| ------------------- | ------------------------ | ------------------- | ------------------- | --------------------------------- |
| Tours régionaux     | sept. - déc. 2019        | ...                 | 86                  |                                   |
| Finales régionales  | avant le 12 janvier 2020 | 106                 | 53                  | Entrée des 20 clubs de Division 2 |
| Phase finale        |                          |                     |                     |                                   |
| 32e de finale       | samedi 8 février 2020    | 64                  | 32                  | Entrée des 11 clubs de Division 1 |
| 16e de finale       | samedi 29 février 2020   | 32                  | 16                  |                                   |
| 8e de finale        | samedi 21 mars 2020      | 16                  | 8                   |                                   |
| Quarts de finale    | samedi 18 avril 2020     | 8                   | 4                   |                                   |
| Demi-finales        | samedi 9 mai 2020        | 4                   | 2                   |                                   |
| Finale              | samedi 30 mai 2020       | 2                   | -                   | sur terrain neutre                |

## Épreuve éliminatoire
Les clubs évoluant dans les championnats de Régional 1 doivent obligatoirement s'inscrire à la compétition. Les autres clubs des championnats régionaux, les clubs évoluant en district ou ceux n'ayant pas d'équipe inscrite dans un championnat de futsal peuvent également participer.
Les ligues régionales organisent l'épreuve éliminatoire. Selon le nombre d'inscrits, le nombre de qualifiés par ce biais varie de une équipe à sept pour chaque ligue. Ainsi, la ligue corse ou la ligue Centre-Val de Loire n'ont qu'un qualifié tandis que les ligues du Grand-Est, des Hauts-de-France et de Paris Île-de-France en ont sept, sans compter les clubs de Division 1.
À l'issue des finales régionales, voici les 53 clubs qualifiés.
- Auvergne-Rhône-Alpes :
  - AS Martel Caluire (D2),
  - FS Civrieux-d'Azergues (R1),
  - Condrieu FC (R1),
  - MDA Futsal (R1),
  - FC Mornant (R1),
  - AF Vaulx-en-Velin (R1) ;

- Bourgogne-Franche-Comté :
  - FC Dijon Clénay (D2),
  - SF Besançon (R1),
  - SG Héricourt (football),
  - CA Pontarlier (football) ;

- Bretagne :
  - OC Cesson (R1),
  - PD Ergué-Gaberic (R1),
  - US Ploeren (R1),
  - Châteaugiron ASLM (Dép. 1),
  - Futsal La Seiche (Dép. 2) ;

- Centre-Val de Loire :
  - FCO Saint-Jean-de-la-Ruelle (R1) ;

- Corse :
  - USJ Furiani (D2) ;

- Grand-Est[note 1] :
  - Pfastatt Futsal (D2),
  - Neuhof Futsal (D2),
  - CF Colmar (Dist. 1),
  - FC chapelain (Dist. 1),
  - FC Kronenbourg Strasbourg (Dist. 1),
  - ES Witry-lès-Reims (Dist. 1),
  - US Bassin de Longwy (Dist. 1) ;

- Hauts-de-France :
  - Lille Faches Football (D2),
  - AS Avion Futsal (R1),
  - AS basséenne Futsal (R1),
  - Dunkerque LF (R1),
  - Pont-de-la-Deûle Futsal (R1),
  - Dechy Futsal (R2),
  - ASC Cambrai (Dép. 1) ;

- Méditerranée :
  - FC Gambette (R1),
  - Issole FC (Dép. 1),
  - USM Meyreuil (Dép. 1) ;

- Normandie :
  - Hérouville Futsal (D2),
  - US Guérinière (R1) ;

- Nouvelle-Aquitaine :
  - Pessac CF (D2),
  - Girondins Futsal (R1),
  - FC Libourne (R1) ;

- Occitanie :
  - Plaisance AS (D2),
  - Carcassonne FA (R1),
  - Pibrac FC (R1) ;

- Paris Île-de-France :
  - ÉU Torcy Futsal (D2),
  - US Créteil Futsal (R1),
  - Diamant Futsal (R1),
  - SENGOL 77 (R1),
  - Attainville FC (R3),
  - FC d'Épinay Athlético (Dist. 1),
  - Paris Lilas (Dist. 1) ;

- Pays de la Loire :
  - Étoile lavalloise (D2),
  - Association nantaise (R1),
  - Nantes Doulon BF (R1),
  - Vendée Poiré-sur-Vie (R2).

Neuf clubs de 2e division ont perdu lors des finales régionales. Avec trois duels entre équipes de D2, il y avait forcément trois éliminés : le Bastia Agglo Futsal contre Furiani, le Kingersheim Futsal contre Neuhof et le Reims Métropole Futsal contre Pfastatt en ont fait les frais. Cinq clubs ont quitté la compétition après leur rencontre avec un club de l'élite régionale : Bagneux contre Créteil, Beaucaire contre Pibrac (R1), Chavanoz contre Civrieux, Rennes contre Ergué-Gaberic et Villeneuve-d'Ascq contre Avion. Enfin, le Futsal Paulista est écarté par Épinay, club de première division de district.

## Compétition propre

### Trente-deuxièmes de finale
Le tirage au sort des 32es de finale a lieu le mercredi 15 janvier 2020. Les matchs sont programmés pour le samedi 8 février 2020.
Un match oppose deux équipes de l'élite, le derby francilien entre le KB futsal et Garges Djibson. Deux autres matchs impliquent deux équipes des championnats de France : le déplacement de Pfastatt (D2) chez le SC Paris (D1) et celui de l'ÉU Torcy Futsal sur le parquet du Lille Faches Football.
| Date                 | D.       | Club recevant               | Score   | Club visiteur         | D.       |
| -------------------- | -------- | --------------------------- | ------- | --------------------- | -------- |
| sam. 8 févr. 15 h    | R1       | US Guérinière               | 7 – 3   | Dechy Futsal          | R2       |
| sam. 8 févr. 16 h    | R1       | Carcassonne FA              | 0 – 2   | Plaisance AS          | D2       |
| sam. 8 févr. 16 h    | Dist. 1  | USM Meyreuil                | 0 – 8   | USJ Furiani           | D2       |
| sam. 8 févr. 16 h    | R1       | FC Mornant                  | 3 – 5   | UJS Toulouse          | D1       |
| sam. 8 févr. 16 h    | R1       | Association nantaise        | 5 – 3ap | OC Cesson             | R1       |
| sam. 8 févr. 16 h    | Dist. 2  | Futsal La Seiche            | 4 – 12  | Pessac CF             | D2       |
| sam. 8 févr. 16 h    | R1       | Diamant Futsal              | 7 – 3   | SG Héricourt          | football |
| sam. 8 févr. 16 h    | R1       | FC Libourne                 | 3 – 4   | PD Ergué-Gaberic      | R1       |
| sam. 8 févr. 16 h    | D1       | SC Paris                    | 11 – 1  | Pfastatt Futsal       | D2       |
| sam. 8 févr. 16 h    | Dist. 1  | FC d'Épinay Athlético       | 8 – 5   | ASC Cambrai           | Dist. 1  |
| sam. 8 févr. 16 h    | D2       | FC Dijon Clénay             | 11 – 4  | FC chapelain          | Dist. 1  |
| sam. 8 févr. 16 h    | R1       | Dunkerque LF                | 2 – 4   | Orchies Pévèle FC     | D1       |
| sam. 8 févr. 16 h    | R1       | SENGOL 77                   | 3 – 8   | Neuhof Futsal         | D2       |
| sam. 8 févr. 16 h    | Dist. 1  | FC Kronenbourg Strasbourg   | 9 – 6   | US Bassin de Longwy   | Dist. 1  |
| sam. 8 févr. 16 h    | D1       | Kremlin-Bicêtre futsal      | 5 – 1   | Garges Djibson        | D1       |
| sam. 8 févr. 16 h    | Dist. 1  | CF Colmar                   | 5 – 6ap | US Créteil Futsal     | R1       |
| sam. 8 févr. 16 h    | D2       | Lille Faches Football       | 3 – 4   | ÉU Torcy Futsal       | D2       |
| sam. 8 févr. 17 h    | R1       | FCO Saint-Jean-de-la-Ruelle | 2 – 6   | Nantes DBF            | R1       |
| sam. 8 févr. 17 h    | R1       | AS basséenne Futsal         | 1 – 5   | Hérouville Futsal     | D2       |
| sam. 8 févr. 18 h    | R1       | US Ploeren                  | 3 – 9   | Nantes MF             | D1       |
| sam. 8 févr. 18 h    | R2       | Vendée Poiré-sur-Vie        | 2 – 6   | Girondins Futsal      | R1       |
| sam. 8 févr. 18 h    | Dist. 1  | Issole FC                   | 2 – 6   | Pibrac FC             | R1       |
| sam. 8 févr. 18 h    | R1       | AF Vaulx-en-Velin           | 2 – 7   | Toulouse Métropole FC | D1       |
| sam. 8 févr. 18 h    | Dist. 1  | Paris Lilas                 | 2 – 6   | Béthune Futsal        | D1       |
| sam. 8 févr. 18 h 45 | R1       | FS Civrieux-d'Azergues      | 2 – 5   | Toulon ÉF             | D1       |
| sam. 8 févr. 19 h 30 | Dist. 1  | Châteaugiron ASLM           | 1 – 9   | Étoile lavalloise     | D2       |
| sam. 8 févr. 20 h    | R1       | Pont-de-la-Deûle Futsal     | 10 – 3  | ES Witry-lès-Reims    | Dist. 1  |
| sam. 8 févr. 20 h    | R1       | Condrieu FC                 | 9 – 6   | FC Gambette           | R1       |
| sam. 8 févr. 20 h    | R1       | AS Avion Futsal             | 5 – 1   | Roubaix AFS           | D1       |
| sam. 8 févr. 20 h    | R3       | Attainville FC              | 4 – 2   | Paris ACASA futsal    | D1       |
| dim. 9 févr. 15 h    | R1       | MDA Futsal                  | 3 – 7   | AS Martel Caluire     | D2       |
| dim. 9 févr. 18 h    | football | CA Pontarlier               | 5 – 6   | SF Besançon           | R1       |

Le Kremlin-Bicêtre futsal remporte 5-1 l'affiche de ce tour face à Garges. Le match entre l'équipe de l'élite et celle de D2 tourne largement à l'avantage de la première, le Sporting Club de Paris surclassant Pfastatt 11-1. Seuls deux résultats viennent contrarier la logique des divisions. La qualification d'Avion (R1, 3e division) face au Roubaix AFS (D1) ne choque guère lorsqu'on rappelle que les Avionnais ont souvent échoué de peu à accéder aux divisions nationales pendant que Roubaix est englué en bas de l'élite sans le moindre point. En revanche, le succès d'Attainville (R3, 5e division) face au Paris ACASA futsal (D1) est clairement la surprise du weekend.

### Seizièmes de finale
Le tirage au sort des 16es de finale a lieu le mercredi 12 février 2020. Les matchs sont programmés pour le samedi 29 février 2020.
Aucune rencontre n'oppose deux équipes de l'élite. Quatre clubs de deuxième division sont opposés à un club de Division 1 : Pessac et Hérouville accueillent respectivement Nantes et Le Kremlin-Bicêtre tandis que Neuhof et Dijon Clénay doivent se déplacer à Béthune et Toulouse. Enfin, la rencontre AS Martel Caluire – USJ Furiani et la seule entre équipes de deuxième division.
| Date                | D.      | Club recevant             | Score   | Club visiteur          | D. |
| ------------------- | ------- | ------------------------- | ------- | ---------------------- | -- |
| sam. 29 févr. 14 h  | D2      | AS Martel Caluire         | 3 – 1   | USJ Furiani            | D2 |
| sam. 29 févr. 16 h  | D2      | Hérouville Futsal         | 5 – 7   | Kremlin-Bicêtre futsal | D1 |
| sam. 29 févr. 16 h  | R1      | Association nantaise      | 6 – 4   | US Créteil Futsal      | R1 |
| sam. 29 févr. 16 h  | Dist. 1 | FC d'Épinay Athlético     | 2 – 8   | SC Paris               | D1 |
| sam. 29 févr. 16 h  | Dist. 1 | FC Kronenbourg Strasbourg | 0 – 14  | Orchies Pévèle FC      | D1 |
| sam. 29 févr. 16 h  | R1      | Diamant Futsal            | 7 – 6   | Étoile lavalloise      | D2 |
| sam. 29 févr. 16 h  | D2      | Pessac CF                 | 1 – 12  | Nantes MF              | D1 |
| sam. 29 févr. 16 h  | R1      | SF Besançon               | 4 – 5ap | Condrieu FC            | R1 |
| sam. 29 févr. 16 h  | R1      | Pibrac FC                 | 12 – 7  | Toulon ÉF              | D1 |
| sam. 29 févr. 17 h  | R1      | Girondins Futsal          | 2 – 9   | Toulouse Métropole FC  | D1 |
| sam. 29 févr. 17 h  | R1      | Pont-de-la-Deûle Futsal   | 4 – 8   | Attainville FC         | R3 |
| sam. 29 févr. 17 h  | D1      | UJS Toulouse              | 7 – 2   | FC Dijon Clénay        | D2 |
| sam. 29 févr. 18 h  | R1      | AS Avion Futsal           | 4 – 3   | ÉU Torcy Futsal        | D2 |
| sam. 29 févr. 18 h  | D1      | Béthune Futsal            | 11 – 2  | Neuhof Futsal          | D2 |
| dim. 1er mars. 16 h | R1      | US Guérinière             | 8 – 3   | PD Ergué-Gaberic       | R1 |
| sam. 7 mars 16 h    | D2      | Plaisance AS              | 6 – 7   | Nantes DBF             | R1 |

Initialement prévu à Nantes le 29 février, le dernier seizième de finale opposant Plaisance AS à Doulon-Bottière est reporté puis délocalisé pour des raisons de sécurité en raison de débordements — indépendents de la rencontre.
Vainqueur du champion de France Toulon, Pibrac crée la grosse surprise des seizièmes de finale. Le Diamant Futsal d'Évry et Avion (R1) se distinguent également en éliminant des clubs de D2.

### Huitièmes de finale
Les oppositions pour les huitièmes de finale sont déterminées par un tirage au sort intégral effectué le 4 mars 2020. Les sept équipes de première division encore en lice sont bien réparties sur les différentes rencontres puisque seul le choc entre le Nantes MF et Kremlin-Bicêtre futsal devait en opposer deux. Attainville FC, petit Poucet, devait recevoir Diamant Futsal d'Évry dans un derby francilien. Un autre derby, plus proche, était prévu en région toulousaine où le Pibrac FC s'apprêtait à accueillir l’UJS Toulouse.
En raison de la pandémie de covid-19, la compétition est définitivement arrêtée avant les huitièmes de finale.
| Date               | D. | Club recevant     | Score | Club visiteur          | D. |
| ------------------ | -- | ----------------- | ----- | ---------------------- | -- |
| sam. 21 mars. 16 h | D1 | Nantes MF         | –     | Kremlin-Bicêtre futsal | D1 |
| sam. 21 mars. 16 h | R1 | Nantes DBF        | –     | Béthune Futsal         | D1 |
| sam. 21 mars. 16 h | D2 | AS Martel Caluire | –     | Toulouse Métropole FC  | D1 |
| sam. 21 mars. 16 h | R1 | US Guérinière     | –     | Orchies Pévèle FC      | D1 |
| sam. 21 mars. 16 h | R1 | Condrieu FC       | –     | SC Paris               | D1 |
| sam. 21 mars. 16 h | R1 | AS Avion Futsal   | –     | Association nantaise   | R1 |
| sam. 21 mars. 16 h | R1 | Pibrac FC         | –     | UJS Toulouse           | D1 |
| sam. 21 mars. 16 h | R3 | Attainville FC    | –     | Diamant Futsal         | R1 |

## Synthèse

### Nombre d'équipes par Ligue régionale et par tour
| Ligue                   | 32es de finale | 16es de finale | 8es de finale |
| ----------------------- | -------------- | -------------- | ------------- |
| Paris Île-de-France     | 11             | 7              | 4             |
| Hauts-de-France         | 10             | 4              | 3             |
| Pays de la Loire        | 5              | 4              | 3             |
| Occitanie               | 5              | 4              | 3             |
| Auvergne-Rhône-Alpes    | 6              | 2              | 2             |
| Normandie               | 2              | 2              | 1             |
| Grand-Est               | 7              | 2              | aucun         |
| Bourgogne-Franche-Comté | 4              | 2              | aucun         |
| Nouvelle-Aquitaine      | 3              | 2              | aucun         |
| Bretagne                | 5              | 1              | aucun         |
| Méditerranée            | 4              | 1              | aucun         |
| Corse                   | 1              | 1              | aucun         |
| Centre-Val de Loire     | 1              | aucun          | aucun         |
| Total                   | 64             | 32             | 16            |

### Parcours des clubs de D1 et D2
Les douze clubs de Division 1 entrent dans la compétition en 32es de finale. Les vingt équipes de D2 le font au tour précédent, les finales régionales.
| Clubs                 | Tour atteint     |
| --------------------- | ---------------- |
| Martel Caluire Futsal | 8e de finale     |
| Plaisance All-Stars   | 16e de finale    |
| Neuhof Futsal         | 16e de finale    |
| USJ Furiani           | 16e de finale    |
| FC Dijon Clénay       | 16e de finale    |
| Pfastatt Futsal       | 32e de finale    |
| Beaucaire Futsal      | Finale régionale |
| Futsal Club Chavanoz  | Finale régionale |
| Kingersheim Futsal    | Finale régionale |
| Bastia Agglo Futsal   | Finale régionale |

| Clubs                    | Tour atteint     |
| ------------------------ | ---------------- |
| Hérouville Futsal        | 16e de finale    |
| Étoile lavalloise        | 16e de finale    |
| Pessac Châtaigneraie     | 16e de finale    |
| ÉU Torcy Futsal          | 16e de finale    |
| Lille Faches Football    | 32e de finale    |
| Futsal Paulista          | Finale régionale |
| Villeneuve-d'Ascq Futsal | Finale régionale |
| Bagneux Futsal           | Finale régionale |
| TA Rennes                | Finale régionale |
| Reims Métropole          | Finale régionale |

| Clubs                  | Tour atteint  |
| ---------------------- | ------------- |
| Orchies Pévèle FC      | 8e de finale  |
| SC Paris               | 8e de finale  |
| Toulouse Métropole FC  | 8e de finale  |
| Nantes MF              | 8e de finale  |
| Béthune Futsal         | 8e de finale  |
| UJS Toulouse           | 8e de finale  |
| Kremlin-Bicêtre futsal | 8e de finale  |
| Toulon ÉF              | 16e de finale |
| Garges Djibson         | 32e de finale |
| Paris ACASA futsal     | 32e de finale |
| Roubaix AFS            | 32e de finale |
| ACCS FC Paris 92       | exclu         |